# Tykhalet pungspidsmus
Tykhalet pungspidsmus (Sminthopsis crassicaudata), eller dunnart, er et muselignende pungdyr i familien af pungmårer (Dasyuridae), som også indeholder den tasmanske pungdjævel. 
Kropslængden er 60-90 millimeter med en halelængde på 45-70 millimeter og en vægt på 10-20 gram.
Som kæledyr bliver en handunnart i gennemsnit 15 måneder gammel og en hun 15-18 måneder.

## Leveområde
Den tykhalede pungspidsmus lever i den sydlige halvdel af Australien, bortset fra den sydøstlige del. Den kan leve i tørre områder med kun et tyndt græsdække samt i opdyrkede landområder.

## Avl som kæledyr
Parringsperioden går fra juli til februar. Hunnen er drægtig i 13 dage. Ungerne forbliver i pungen i 70 dage.

## Føde
Den tykhalede pungspidsmus lever af biller og andre små dyr. Den oplagrer fedt i halen, hvilket har givet den navnet "tykhalet".